# Zia Agatha
Agatha Gregson, nata Wooster, in seguito Lady Worplesdon, è un personaggio immaginario che appare in numerosi racconti o romanzi della cosiddetta "saga di Jeeves" creata dall'umorista britannico Pelham Grenville Wodehouse. È zia paterna di Bertie Wooster, l'io narrante dei testi letterari della saga, il quale si riferisce a lei come Zia Agatha (in lingua inglese: Aunt Agatha). Altezzosa e prepotente, Zia Agatha è detestata dal nipote Bertie, al contrario della sorella Dahlia (chiamata da Bertie Wooster "Zia Dahlia").

## Vita e carattere
Agatha Wooster è zia di Bertie Wooster, essendo sorella del defunto padre di Bertie. Sua sorella è l'estroversa Dahlia Travers, moglie di Tom Travers e direttrice del settimanale femminile Milady's Boudoir. Suo fratello George Wooster è Lord Yaxley; un altro suo fratello, Henry, è morto da anni. Nel primo racconto in cui compare per la prima volta assieme a Bertie e a Jeeves (Extricating Young Gussie del 1915, Il giovane Gussie si sbroglia), l'autoritaria Agatha Gregson si intromette nella sorte di suo nipote Gussie Mannering-Phipps, figlio un fratello di Agatha chiamato Cuthbert Mannering-Phipps. Nelle successive opere della serie "Bertie e Jeeves" non compaiono più personaggi con cognome "Mannering-Phipps", e il cognome di Bertie e dei suoi parenti è indicato sempre come "Wooster". La vicenda di due differenti cognomi nella stessa famiglia ha lasciato spesso perplessi i critici. È stato ipotizzato che la madre di Agatha sia stata sposata due volte, la prima volta con un Mannering-Phipps e la seconda con un Wooster, Lord Yaxley.
Agatha Wooster ha un aspetto fiero e arcigno: è alta un metro e ottanta, ha il naso aquilino, lo sguardo d'aquila e molti capelli grigi. Da giovane Agatha è stata fidanzata con Percy Craye, ma aveva posto fine al fidanzamento dopo aver letto sui giornali del suo comportamento a un ballo al Covent Garden; aveva quindi sposato Spenser Gregson, un operatore di borsa, il quale però risulta già defunto nel romanzo The Code of the Woosters del 1938 (Il codice dei Wooster). Dal matrimonio con Spenser Gregson è nato il figlio Thomas detto "Thos". Nel romanzo Un mattino di gioia del 1946 zia Agatha è sposata da diciotto mesi con l'ex fidanzato Percy Craye, divenuto nel frattempo Lord Worplesdon, dopodiché lei è diventata Lady Worplesdon e quindi anche matrigna del quattordicenne boy-scout Edwin e dell'intellettuale Florence Craye.
Come Agatha Gregson, abitava a Woollam Chersey nell'Hertfordshire; più tardi, dopo il matrimonio con Percy Craye, divenuta Lady Worplesdon, abita a Bumpleigh Hall, in prossimità del villaggio di Steeple Bumpleigh, nell'Hampshire. Bertie ricorda che, nella residenza dell'Hertfordshire, zia Agatha organizzò una recita di beneficenza a favore delle "Sventurate figlie del Clero" nella quale la zia impersonò Boadicea mentre il riluttante Bertie fu costretto a sostenere la parte di Edoardo III.
Uno degli principali obiettivi di zia Agatha è quello di far contrarre a Bertie un matrimonio che possa aumentare il prestigio della famiglia Wooster. Sebbene Bertie non dipenda finanziariamente da lei, è intimidito dalla zia e si sente in dovere di ubbidire ai suoi desideri; tuttavia i vari progetti matrimoniali della zia non vanno mai in porto per l'intervento di Jeeves. Per questo motivo zia Agatha non ama Jeeves: pensa che Bertie dipenda troppo da Jeeves, che lei chiama «il custode» di Bertie, e disapprova che Bertie parli con Jeeves di questioni familiari private. Per esempio, quando sente Bertie chiedere consiglio a Jeeves su un progetto matrimoniale dello zio George Wooster, zia Agatha dapprima allontana Jeeves, poi rimprovera indirettamente Bertie «limitando le sue osservazioni a quello che pensava di un Wooster che sminuiva il prestigio della casata permettendo agli inferiori di prendere piede».
Il personaggio di zia Agatha è stato ispirato a Wodehouse dalla zia Mary Bathurst Deane (1843–1940), sorella maggiore di sua madre e romanziera. In una lettera del 1955 al suo biografo Richard Usborne Wodehouse scrisse: "Zia Agatha è sicuramente mia zia Mary, che è stata il flagello della mia infanzia".

## Apparizioni
- Il giovane Gussie si sbroglia (Extricating Young Gussie), racconto del 1915 nella raccolta L'uomo con due piedi sinistri[2]
- Sei racconti presenti nella raccolta L'inimitabile Jeeves![15]:
  - Zia Agatha comanda (Aunt Agatha Speaks Her Mind)
  - Perle che portano lacrime (Pearls Mean Tears)
  - L'orgoglio dei Woosters ferito (The Pride of the Woosters Is Wounded)
  - Il premio all'eroe (The Hero's Reward)
  - Sir Roderick a colazione (Sir Roderick Comes to Lunch o Jeeves the Blighter)
  - La partenza di Claude e d'Eustace (The Delayed Exit of Claude and Eustace)
- Tre racconti nella raccolta Benissimo, Jeeves![16]:
  - Jeeves e il pericolo imminente (Jeeves and the Impending Doom)
  - Jeeves e lo spirito natalizio (Jeeves and the Yule-tide Spirit)
  - La seconda giovinezza dello zio George (The Indian Summer of an Uncle)
- Alla buon'ora Jeeves! (Right Ho, Jeeves), romanzo del 1934[17]
- Un mattino di gioia (Joy in the morning ), romanzo del 1946[18]
- La stagione degli amori (The Mating Season), romanzo del 1949[19]

### Opere di P.G. Wodehouse
- Alla buon'ora Jeeves! [Right Ho, Jeeves], traduzione di Cina Sacchi-Perego, revisione di Claudio Redi, 1ª ed., Milano, Bietti, 1976  [1934].
- Avanti Jeeves! [Carry On, Jeeves], traduzione di Silvio Spaventa Filippi, Milano, Bietti, 1933  [1925].
- Benissimo, Jeeves! [Very good, Jeeves!], traduzione di Angela Zuffada Locuratolo, Milano, Mursia, 1990  [1930], ISBN 88-425-0696-6.
- Il codice dei Wooster [The Code of the Woosters], traduzione di Mary Buckwell Gislon, presentazione di Oreste Del Buono, Milano, Mursia, 1989  [1938], ISBN 88-425-0414-9.
- La stagione degli amori [The Mating Season], traduzione di Sandra Campagna Ponzetto, Milano, Mursia, 1990  [1949], ISBN 88-425-2703-3.
- L'inimitabile Jeeves! [The Inimitable Jeeves], traduzione di Aldo Traverso, Milano, Bietti, 1930.
- L'uomo con due piedi sinistri [The Man with Two Left Feet, and Other Stories], traduzione di Teobaldo del Tanaro, Milano, Mursia, 1991  [1915],  pp. 29-49, ISBN 88-425-0777-6.
- Un mattino di gioia [Joy in the morning], traduzione di Sandra Campagna Ponzetto, Milano, Mursia, 1990  [1946], ISBN 88-425-0383-5.

### Fonti critiche
- (EN) Nigel Cawthorne, A Brief Guide to Jeeves and Wooster, London, Constable & Robinson, 2013, ISBN 978-1-78033-824-8.
- (EN) Daniel H. Garrison, Who's Who in Wodehouse, nuova edizione aggiornata e ampliata, London, Constable & Robinson, 1991  [1989], ISBN 1-55882-087-6.
- (EN) Sophie Ratcliffe (a cura di), P. G. Wodehouse: A Life in Letters, New York, W. W. Norton & Company, 2013, ISBN 978-0786422883.
- (EN) Tony Ring e Geoffrey Jaggard, Wodehouse in Woostershire, Chippenham, Porpoise Books, 1999, ISBN 1-870-304-19-5.